# Arija (Band)
Arija (oft auch Aria; russ. Ария, Arie) ist eine russische Heavy-Metal-Band. Sie wurde 1985 gegründet und gilt als eine der ersten Bands dieses Genres in der ehemaligen Sowjetunion. Arija spielt klassischen Heavy Metal, der vergleichbar mit Iron Maiden und Judas Priest ist, die Liedtexte sind ausnahmslos auf Russisch verfasst.

## Geschichte

### Die Anfänge

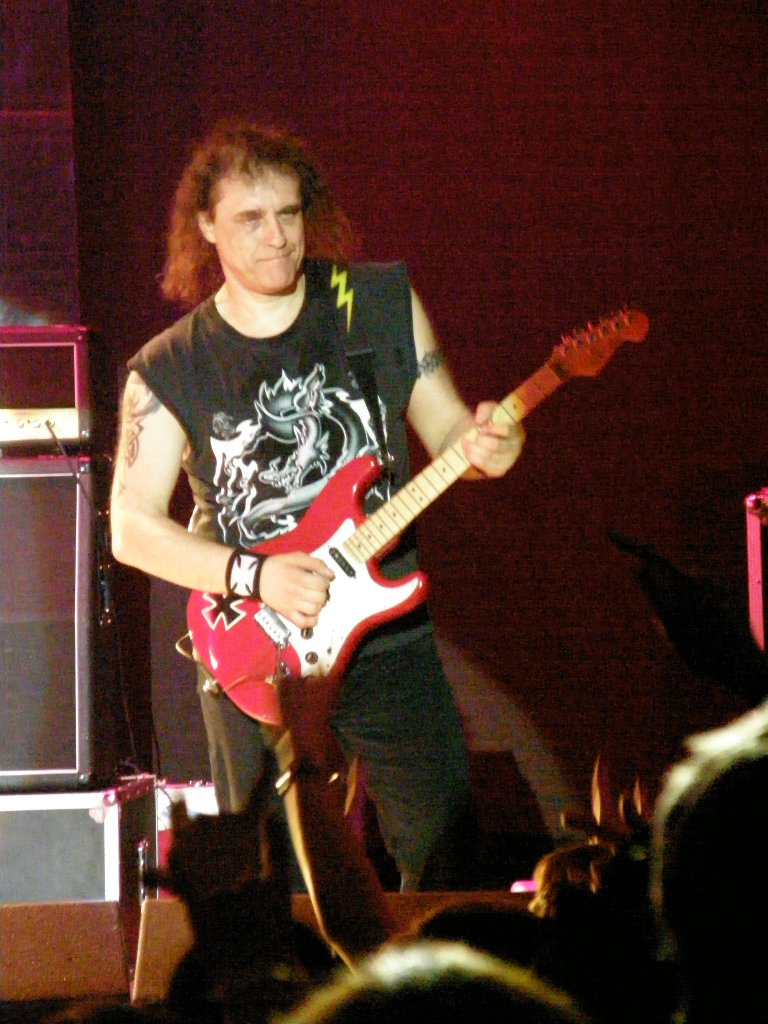
Gründungsmitglied Wladimir Cholstinin

Die Urbesetzung von Arija rekrutierte sich im Frühjahr 1985 aus Mitgliedern verschiedener sowjetischer Musikgruppen und bestand aus Sänger Waleri Kipelow von Lejsja Pesnja (Лейся песня), Gitarrist Wladimir Cholstinin und Bassist Alik Granowskij von Alfa (Альфа) sowie Keyboarder Kirill Pokrowskij und Schlagzeuger Aleksander Lwow von Pojuschtschie Serdza (Поющие сердца). In dieser Besetzung wurde das Debütalbum Manija Welitschija (Мания величия) aufgenommen und im Oktober 1985 veröffentlicht. Schlagzeuger Lwow verließ kurz nach Erscheinen des Albums die Band, für ihn kam Igor Moltschanow von Alfa. Für die geplanten Live-Auftritte von Arija wurde ein zweiter Gitarrist benötigt, weshalb Andrej Bolschakow von Bim Bom (Бим бом) zur Band stieß. Mit nun zwei Gitarristen veröffentlichte Arija 1986 das zweite Album S kem ty? (С кем ты?). Bald kam es zu Spannungen innerhalb der Gruppe. Neben persönlichen Problemen zwischen den beiden Gitarristen bestand Uneinigkeit über die künftige musikalische Ausrichtung, die Bolschakow weg vom klassischen Heavy Metal hin zum Thrash Metal ändern wollte. Daraufhin verließen Ende 1986 sämtliche Mitglieder bis auf Cholstinin und Kipelow Arija und gründeten die Band Master. Die vakanten Posten wurden Anfang 1987 mit Bassist Vitali Dubinin von Alfa, Gitarrist Sergej Mawrin und Schlagzeuger Maksim Udalow besetzt.

### Zeit der Perestroika

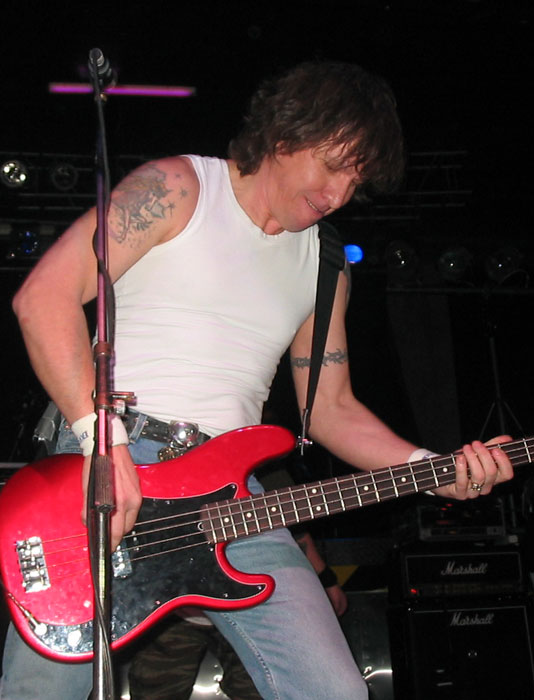
Bassist Witali Dubinin

Während der Frühphase war es Arija aufgrund der politischen Situation in ihrem Heimatland nahezu unmöglich, Live zu spielen. Doch im Zeichen der beginnenden Perestroika gelang es dem Bandmanager Viktor Weckstein, mit dem staatlichen russischen Plattenlabel Melodija einen Albumvertrag abzuschließen. Arija nahm innerhalb von einem Monat das Album auf, das ursprünglich Na slushbe sily sla heißen sollte. Melodija änderte den Namen eigenmächtig und veröffentlichte das Album 1987 zunächst als Musikkassette, 1988 erschien ebenfalls bei Melodija eine Schallplattenversion. Die Musiker hatten für die Aufnahme nur rund 500 US-Dollar erhalten, allein die Schallplattenversion verkaufte sich über eine Million Mal. Am 16. Januar 1988 trat Arija das erste Mal in Deutschland in Berlin bei Jugend im Palast auf. Ende 1988 kam es zu erneuten Spannungen innerhalb der Band, weil Dubinin und Cholstinin nicht mehr von Manager Weckstein betreut werden wollten. Aus diesem Grund schrieben Dubinin und Cholstinin die Songs zum nächsten Album Igra s ognjom (Игра с огнём) im Alleingang. An den Aufnahmen wirkten der neue Schlagzeuger Aleksander Manjakin mit. Das Album erschien 1989, die Besetzung blieb bis 1995 stabil. 1991 erschien das fünfte Studioalbum Krow sa krow (Кровь за кровь). Aufgrund des politischen Umbruchs war Anfang der 1990er Jahre das Interesse an Heavy Metal in Russland stark gesunken, Arija verkaufte kaum Alben und zu den Konzerten kamen nur 300 bis 400 Besucher. Für Cholstinin markierte dies das Ende der ersten Ära von Arija und Dubinin bezeichnete diese Zeit als die schwierigste in der Geschichte der Band, da sie in dieser Zeit alles verloren habe, was sie sich in den Jahren zuvor aufgebaut hatte. So entschied die Band, eine Pause einzulegen.

### Nach der Pause

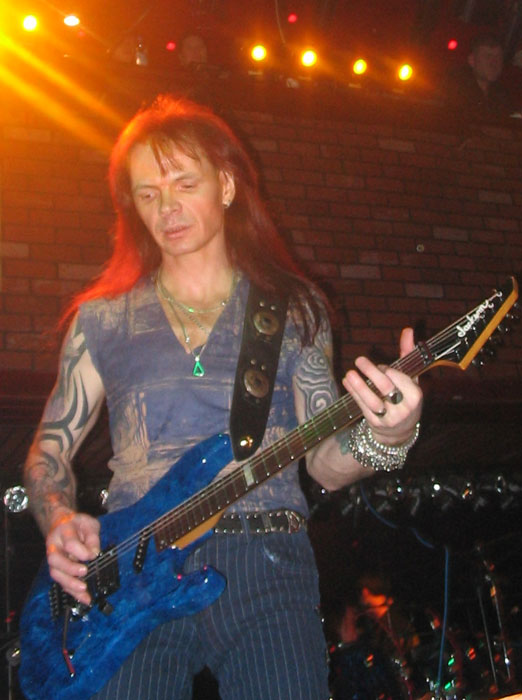
Gitarrist Sergej Mawrin, 2005

Während der Pause arbeitete Arija am sechsten Studioalbum Notsch korotsche dnja (Ночь короче дня). Für diese Zwecke hatte die Band ein eigenes Tonstudio mit dem Namen Aria Records eingerichtet. Anfang 1995 verließ Gitarrist Sergej Marwin die Band und wurde durch Sergej Terentjew von Up To 30 ersetzt. In dieser Besetzung wurde das Album schließlich fertiggestellt. Arija wurde von Moroz Records unter Vertrag genommen, wo das Album 1995 erschien. Dies bezeichnete Cholstinin als „Wiedergeburt“, in den nächsten fünf Jahren stieg das Interesse an der Band spürbar und Ende der 1990er Jahre konnte Arija bei Konzerten Zuschauerzahlen von bis zu 8000 verzeichnen. 1998 erschien das siebte Album Generator sla (Генератор зла) ebenfalls bei Moroz Records, 1999 veröffentlichte Arija das Album Tribute to Harley-Davidson bei SNC Records. Aus diesem Album wurde 2000 die Single Poterjannij raj (Потерянный Рай) ausgekoppelt, die gemeinsam mit einem Sinfonieorchester aufgenommen und zu der ein Musikvideo gedreht wurde. Auf dem 2001 erschienenen Album Chimera (Химера) ist mit Schtil (Штиль) ein Lied enthalten, das die Band gemeinsam mit Udo Dirkschneider während dessen Russland-Aufenthaltes neu aufnahm. Anschließend ging Arija gemeinsam mit U.D.O. auf Tournee durch Russland.

### Zusammenbruch und Neuanfang

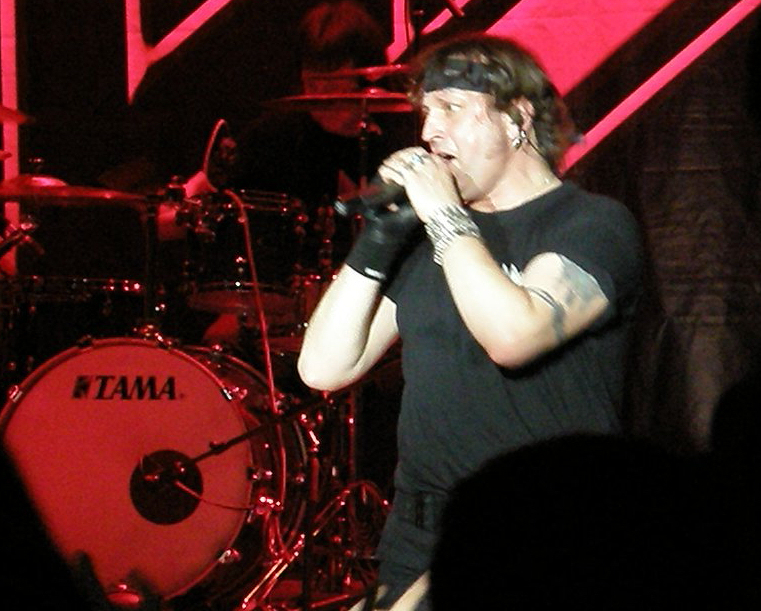
Sänger Artur Berkut

Anfang 2002 brach die Besetzung von Arija zusammen, sämtliche Mitglieder außer Dubinin und Cholstinin verließen die Band und gründeten unter dem Namen des bisherigen Arija-Sängers Kipelow eine neue Gruppe. Damit schien Arija Geschichte zu sein, doch den beiden verbliebenen Musikern gelang es, die Gruppe neu zu formieren. Dafür holten sie Schlagzeuger Maksim Udalow zurück, der die Band 1988 verlassen hatte. Ergänzt wurde die Besetzung mit Gitarrist Sergej Popow von Master und Sänger Artur Berkut von Zooom. Anlässlich des 100-jährigen Bestehens von Harley-Davidson nahmen Till Lindemann und Richard Kruspe eine Coverversion des Arija-Stückes Schtiel auf, die Single erschien zur offiziellen Feierlichkeit 2003 in Moskau. Ebenfalls 2003 erschien Kreschtschenije ognjom (Крещение огнём), 2006 Armageddon (Армагеддон). Im Sommer 2011 verließ Sänger Berkut die Band und wurde durch Michail Schitnjakow ersetzt. Dieser ist erstmals auf dem 2011er Album Feniks (Феникс) zu hören. Das bislang letzte Studioalbum mit dem Titel Tscheres wsje wremena (Через все времена) erschien 2014. Anlässlich des 30-jährigen Gründungsjubiläums 2015 spielte die Band zwei ausverkaufte Konzerte in Moskau vor rund 9.000 Zuschauern.

## Stil

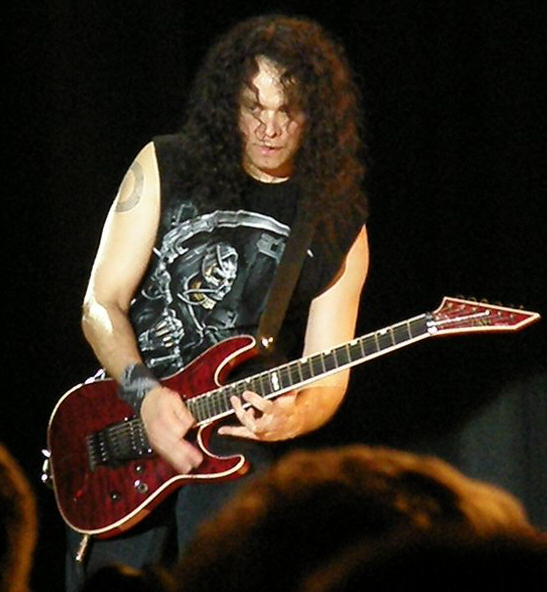
Gitarrist Sergei Popow

Bandgründer Cholstinin wuchs mit dem Hardrock der 1970er Jahre von Gruppen wie Deep Purple und Black Sabbath auf, ihm fehlte allerdings die „Härte, Energie und Schnelligkeit“. Daher zählten zu den Haupteinflüssen der Heavy Metal von Gruppen wie Iron Maiden und Judas Priest, mit der zeitgenössischen russischen Rockmusik konnte sich Arija jedoch nie identifizieren. Insbesondere die Alben bis Anfang 1990 weisen sehr starke Ähnlichkeiten zu Iron Maiden auf. Dies brachte ihnen den Ruf ein, eine russische Kopie von Iron Maiden zu sein, es ist ihnen jedoch gelungen, den Sound ihrer Vorbilder zu adaptieren und in einen eigenen Stil einzubringen.
Die Texte sind in Russisch verfasst, was nach Meinung von Dubinin ein Grund dafür ist, dass Arija außerhalb Russlands nur wenig bekannt und kaum erfolgreich ist. Inhaltlich haben sie sich mit der Zeit gewandelt. Als junge Band in den 1980ern interessierten sich die Musiker für Frauen und Alkohol, was sich in ihren Texten wiederfand. Später wandelten sich die Inhalte hin zu historischen Themen, welche die Band aus einer neuen Perspektive zu beleuchten versucht, Anregungen holt sich die Band aus Büchern und Filmen. Aber auch politische Themen verarbeitet Arija in den Texten.

## Diskografie
Studioalben
- 1985: Мания величия (Manija Welitschija, Größenwahn)
- 1986: С кем ты? (S kem ty?, An wessen Seite bist du?)
- 1987: Герой асфальта (Geroj asfalta, Asphalthelden)
- 1989: Игра с огнём (Igra s ognjom, Spiel mit dem Feuer)
- 1991: Кровь за кровь (Krow sa krow, Blut um Blut)
- 1995: Ночь короче дня (Notsch korotsche dnja, Die Nacht ist kürzer als der Tag)
- 1998: Генератор зла (Generator sla, Generator des Bösen)
- 2001: Химера (Chimära)
- 2003: Крещение огнём (Kreschtschenije ognjom, Feuertaufe)
- 2006: Армагеддон (Armageddon)
- 2011: Феникс (Phönix)
- 2014: Через все времена (Tscheres wse wremena, Durch alle Zeiten)
- 2018: Проклятье морей (Prokljatje morej, Die Verdammung der Meere)

Livealben
- 1996: Сделано в России (Sdelano w Rossii, Hergestellt in Russland)
- 2003: В поисках новой жертвы (W poiskach nowoj schertwy, Auf der Suche nach einem neuen Opfer)
- 2004: Живой огонь (Schiwoj ogon, Loderndes Feuer)
- 2007: Пляска ада (Pljaska ada, Höllentanz)
- 2019: Гость из царства теней (Gost iz tsarstva tenej, Gast aus dem Reich der Schatten)

Singles
- 2000: Потерянный рай (Poterjannij raj, Das verlorene Paradies)
- 2002: Колизей (Kolisej, Kolosseum)
- 2002: Штиль (Schtil, Windstille)
- 2006: Чужой (Tschuschoj, Fremde)
- 2008: Поле Битвы (Pole bituj, Schlachtfeld)

Kompilationen, Sonstige
- 1997: АваРИЯ (AwaRIJA, Nebenprojekt von Dubinin & Cholstinin)
- 1998: Легенды русского рока (Legendij russkowo roka, Legenden der russischen Rockmusik)
- 1999: Лучшие песни (Luschije pesni, Die besten Lieder; Doppel-CD)
- 1999: Tribute to Harley-Davidson
- 1999: 2000 и одна ночь (2000 i odna notsch, 2000 und eine Nacht)
- 2000: Grand Collection (Best-of)
- 2000: Дальнобойщики-2 (Dalnoboischtschiki-2, Soundtrack zum Computerspiel Fernfahrer 2)
- 2003: Легенды русского рока 2 (Legendij russkowo roka 2, Legenden der russischen Rockmusik 2)
- 2004: Беспечный ангел (Bespetschnij angel, Sorgloser Engel)
- 2008: Герой Асфальта: ХХ лет (Geroj asfalta XX let, 20 Jahre Asphalthelden)
- 2012: Live in Studio